# Nogometno Društvo Gorica
L'ND Gorica, forma abbreviata di Nogometno Društvo Gorica (lett. "Società Calcistica Gorizia"), è una società calcistica slovena con sede nella città di Nova Gorica. Milita nella Seconda liga del campionato sloveno di calcio.
Fondato nel 1947, ha associato storicamente il nome di vari sponsor a seconda delle epoche. Nel 2019 è retrocesso per la prima volta in Druga liga, la seconda divisione slovena. Usa gli stessi colori della sua controparte italiana.

## Storia
Il club fu fondato nell'ottobre 1947 a Šempeter pri Gorici (San Pietro di Gorizia), dove operò fino al 1963, anno in cui si trasferì a Nova Gorica. Inizialmente inserito nei tornei sloveni, al cui vertice arrivò nel 1949, fu promosso nella seconda serie jugoslava per la prima volta nel 1955.
Con la dichiarazione d'indipendenza della Slovenia nel 1991 la squadra iniziò a giocare nella prima divisione del campionato sloveno; è stata per quattro volte campione di Slovenia, e ha vinto tre Coppe di Slovenia e una Supercoppa di Slovenia.
Nel maggio del 2013 viene stipulata una partnership tra il Gorica e la società italiana del Parma che porta sulla panchina della squadra slovena Luigi Apolloni e diversi giocatori di proprietà del Parma.
Il 21 maggio 2014, guidata da Luigi Apolloni, la squadra si aggiudica la terza Coppa di Slovenia della propria storia battendo per 2-0 in finale il Maribor.
Al termine della stagione 2018-2019 la squadra retrocede per la prima volta in Druga liga, la seconda divisione slovena. La risalita sarà immediata, con la promozione ottenuta vincendo lo spareggio contro il Triglav, nella stagione segnata dalla sospensione per la pandemia di COVID-19.

## Palmarès

### Competizioni nazionali
- Campionato sloveno: 4

1995-1996, 2003-2004, 2004-2005, 2005-2006
- Coppa di Slovenia: 3

2001-2002, 2002-2003, 2013-2014
- Supercoppa di Slovenia: 1

1996

### Competizioni giovanili
- Torneo Internazionale Città di Gradisca - Trofeo Nereo Rocco: 1

2001

### Altri piazzamenti
- Campionato sloveno:

Secondo posto: 1998-1999, 1999-2000, 2006-2007, 2008-2009, 2016-2017
Terzo posto: 1994-1995, 1996-1997, 1997-1998, 2007-2008, 2009-2010
- Coppa di Slovenia:

Finalista: 2004-2005, 2023-2024
Semifinalista: 1999-2000, 2005-2006, 2006-2007, 2008-2009, 2017-2018
- Supercoppa di Slovenia:

2014

## Statistiche e record

### Statistiche nelle competizioni UEFA
Tabella aggiornata alla fine della stagione 2018-2019.
| Competizione                  | Partecipazioni | G  | V | N | P  | RF | RS |
| ----------------------------- | -------------- | -- | - | - | -- | -- | -- |
| UEFA Champions League         | 3              | 12 | 5 | 1 | 6  | 20 | 25 |
| Coppa UEFA/UEFA Europa League | 13             | 36 | 6 | 6 | 24 | 30 | 67 |
| Coppa Intertoto               | 1              | 4  | 2 | 1 | 1  | 4  | 3  |

## Organico

### Rosa 2024-2025
| N. |                                 | Ruolo | Calciatore                |
| -- | ------------------------------- | ----- | ------------------------- |
| 1  | Slovenia (bandiera)             | P     | Alen Jurca                |
| 2  | Cina (bandiera)                 | D     | Guizhe Yu                 |
| 4  | Slovenia (bandiera)             | D     | Alen Korošec              |
| 6  | Slovenia (bandiera)             | C     | Cene Kitek                |
| 7  | Slovenia (bandiera)             | A     | Nejc Močnik               |
| 8  | Australia (bandiera)            | C     | Luka Prso                 |
| 9  | Slovenia (bandiera)             | A     | Tim Matavž                |
| 10 | Slovenia (bandiera)             | C     | Luka Pihler               |
| 11 | Bosnia ed Erzegovina (bandiera) | C     | Luka Marjanac             |
| 16 | Canada (bandiera)               | D     | Antony Ćurić              |
| 17 | Slovenia (bandiera)             | D     | Miha Žejen                |
| 18 | Italia (bandiera)               | C     | Alesandro Serafino Comita |

| N. |                        | Ruolo | Calciatore            |
| -- | ---------------------- | ----- | --------------------- |
| 19 | Svizzera (bandiera)    | C     | Marko Simić           |
| 20 | Slovenia (bandiera)    | A     | Adriano Bloudek       |
| 21 | Slovenia (bandiera)    | A     | Lucas Mačak           |
| 22 | Slovenia (bandiera)    | D     | Adis Hodžić           |
| 24 | Slovenia (bandiera)    | D     | Tilen Vendramin       |
| 25 | Croazia (bandiera)     | C     | Robert Ćosić          |
| 28 | Serbia (bandiera)      | C     | Luka Bulatović        |
| 32 | Italia (bandiera)      | P     | Dennis Zeriali        |
| 97 | Paesi Bassi (bandiera) | D     | Ziad Ouled-Haj-M'hand |
|    | Francia (bandiera)     | D     | Terence Baya          |
|    | Italia (bandiera)      | C     | Mattia De Bernardi    |
|    | Slovenia (bandiera)    | D     | Kristjan Lascak       |